# Mari-Turekskij rajon
Il Mari-Turekskij rajon (in russo Мари-Турекский район?) è un rajon della Repubblica dei Mari, nella Russia europea, istituito nel 1924. Il capoluogo è Mari-Turek. Il rajon ricopre una superficie di 1 513,86 chilometri quadrati ed ospitava nel 2023 una popolazione di 17 406 abitanti.